# Vesta Tilley

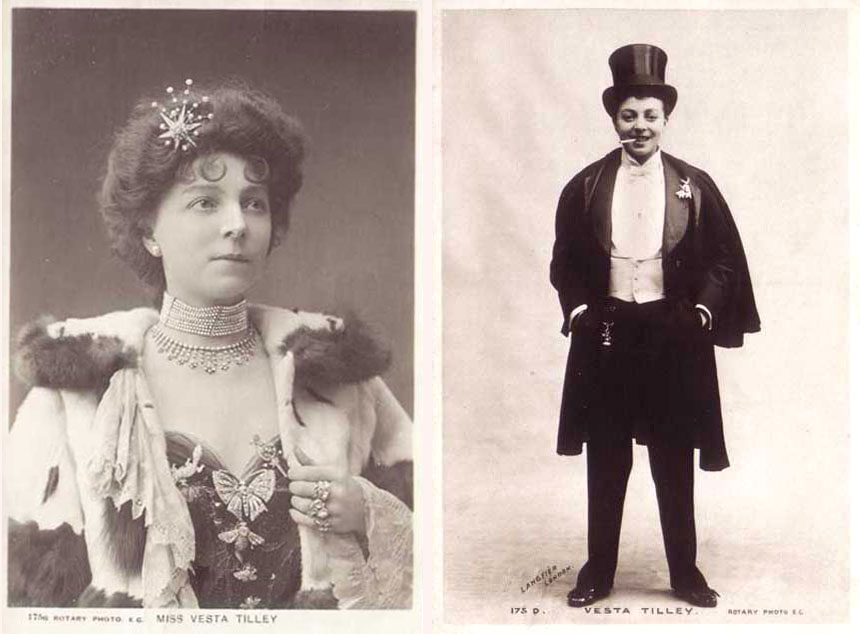
Vesta Tilley als Frau und in einer ihrer Männerrollen

Vesta Tilley (geboren als Matilda Alice Powles am 13. Mai 1864 in Worcester, Worcestershire, England; † 16. September 1952 in London, England) war eine britische Sängerin und Schauspielerin der Music Hall. Sie war eine der berühmtesten Männerimitatorinnen (siehe Dragking) bzw. Hosenrollendarstellerinnen ihrer Zeit. Sie stand mehr als 50 Jahre auf der britischen Bühne.

## Frühe Jahre
Tilley wurde 1864 in Worcester geboren. Ihr Vater William Harry Powles, bekannt als Harry Ball, war ein Komödienschauspieler, Liederschreiber und Leiter von Music Halls. Mit seiner Unterstützung trat Tilley bereits im Alter von dreieinhalb Jahren auf. Im Alter von sechs Jahren spielte sie erstmals eine Rolle in Männerkleidung und sang, den seinerzeit recht bekannten Opernsänger Sims Reeves verkörpernd, Lieder aus dessen Repertoire. Sie bevorzugte generell Männerrollen, was sie später wie folgt erklärte: „Ich spürte, dass ich mich besser ausdrücken konnte, wenn ich wie ein Junge gekleidet war.“
Unter dem Management ihres Vaters tourte Tilley durch ‚die Provinz‘. Häufig sah man sie auf der von ihrem Vater geführten Bühne der George’s Hall in Nottingham, aber auch in Birmingham, Hull, Leicester, Derby und Liverpool trat sie auf. Tilley konnte bereits im Alter von elf Jahren mit ihren Gagen Eltern und Geschwister unterstützen. Ihr Manager war anfangs ihr Vater; er starb, als sie 24 Jahre alt war.
In den ersten zehn Jahren ihrer Karriere wurde sie meistens mit „The Great Little Tilley“ angekündigt. Zuerst als Vesta Tilley trat sie im April 1878 in Weston’s Music Hall in Holborn, London, auf. Der Name „Vesta“ bezog sich gleichermaßen auf die römische Göttin von Heim und Herd sowie eine bekannte, noch heute verkaufte Marke für Streichhölzer („Swan Vesta“). Der Nachname „Tilley“ ist eine Verkleinerungsform ihres Taufnamens Matilda (als Kind wurde sie „Tilley“ gerufen).

## Repertoire und Darstellung
Von Anfang an sang sie Lieder von Sims Reeves und solche, die ihr Vater für sie schrieb. Dazu gehörten Songs wie „Poor Jo“, wo sie ein Arbeitshauskind gab, und die Reeves-Lieder „Squeeze Her Gently“, „The Pet of Rotten Row“ und „Strolling along with Nancy“.
Als sie älter wurde, trat sie in die Fußstapfen anderer Männerimitatorinnen und spielte junge Männer, die sich peinlich oder schlecht benahmen. Dazu gehörte die Rolle des Slackers „Burlington Bertie“ und die eines Angestellten im Urlaub am Meer („The Seaside Sultan“). All das war komisch angelegt und erlaubte es den Zuschauern, über die aufgeblasenen Egos dieser Figuren zu lachen. Ebenfalls komisch war, wie sie mit ihrer Identität als Frau spielte – auch das ein Bestandteil vieler ihrer Nummern –, zum Beispiel in „When the right girl comes along“, „Following in Father's Footsteps“, „I’m the Idol of the Girls“ und „It’s Part of a Policeman’s Duty“.
Neben flegelhaften jungen Männern spielte sie auch eine Reihe von Soldaten-Figuren, insbesondere während des Burenkriegs und des Ersten Weltkriegs.
In vielen englischen Pantomimen spielte sie die Figur des principal boy (traditionell eine Hosenrolle). Sie verkörperte in der Spielzeit 1881–82 den „Pertiboy“ in Beauty and the Beast am Theatre Royal in Birmingham. Dort hatte sie in der Spielzeit 1885–86 auch eine kleine Rolle in Robinson Crusoe. Tilleys bekannteste, von ihr viel gespielte Rolle war die des Dick Whittington („Dick Whittington and His Cat“). Sogar in der Drury-Lane-Pantomime der Spielzeit 1882–83 trat sie in Sindbad (als Captain Tra-la-la) auf und ebenso 1890–91 in Beauty and the Beast, wo sie den Prinzen spielte.

## Ruhm
Tilley probierte die Figuren, die sie verkörperte, sehr gründlich – oft einige Monate lang. Bei ihren Figuren handelte es sich oft um junge Männer aus der Oberschicht, deren Macken sie karikierte. Dies trug zu ihrem Erfolg bei, denn ein großer Teil des Publikums stammte aus den unteren Schichten. Auch bei Frauen war sie sehr beliebt, denn durch ihr selbstbewusstes  Auftreten und ihren Erfolg zeigte sie, dass Frauen anders konnten als damals von ihnen erwartet. Sie bekam meist sehr gute Presse, ihre Veranstaltungen waren oft ausverkauft.
1906 wurde sie eingeladen, den Grundstein der beiden Theater Camberwell Empire und Sunderland Empire zu setzen.
Sie trat in der allerersten Royal Variety Performance in dem Stück „The Piccadilly Johnny with the Little Glass Eye“ auf, sehr zum Missfallen der anwesenden Queen Mary, die nichts von Frauen in Männerkleidung hielt.

## Während des Krieges

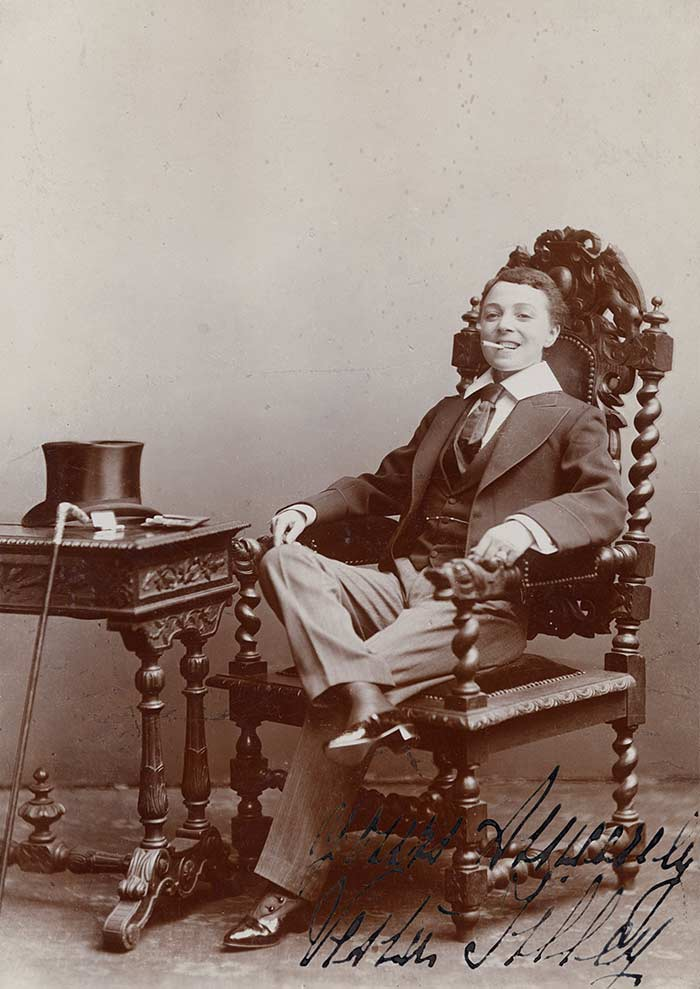
Vesta Tilley als Geck

Tilley war auch während des Ersten Weltkriegs sehr beliebt, und zusammen mit ihrem Ehemann warb sie (wie auch viele andere Music-Hall-Stars) für das Militär. In der Rolle eines ‚Tommy in the Trench‘ und ‚Jack Tar Home from Sea‘ sang Tilley Songs wie „The Army of Today’s All Right“ und „Jolly Good Luck to the Girl who Loves a Soldier“. Dadurch erhielt sie den Spitznamen „Britanniens bester Rekrutierungsoffizier“. Auch während der Vorstellungen wurden junge Männer aufgefordert zu dienen.
Dabei wagte sie auch riskante Nummern wie das Lied „I’ve Got a Bit of a Blighty One“, in dem sie einen Soldaten gab, der sich freute, da er durch Verwundung dem Schlachtfeld entkommen war (a blighty one = ein „Heimatschuss“).
Tilley trat zudem in Krankenhäusern auf und verkaufte Kriegsanleihen.

## Crossdressing
Bei ihren Auftritten trug sie bis hin zur Unterwäsche Männerkleidung. Ihre Haare schnitt sie jedoch nicht, sondern frisierte sie eng an den Kopf und trug Männerperücke.
Es gab damals eine Reihe weiblicher Entertainer, die sich auf der Bühne gegengeschlechtlich kleideten (siehe Crossdressing), darunter Bessie Bellwood, Ella Shields, Hetty King oder Millie Hylton. Als Vesta Tilley mit ihrem bevorzugt männlichen Repertoire berühmt wurde, betonte sie abseits der Bühne umso mehr ihre Weiblichkeit. Damit versuchte sie einer Sittenkritik vorzugreifen und gleichzeitig die Grenzen ihrer schauspielerischen Möglichkeiten zu erweitern. Privat trug sie die neueste und teuerste Damenmode. Zudem betonte sie ihr weibliches Image, indem sie immer wieder Kinderhilfswerke unterstützte (sie hatte keine eigenen Kinder).

## Ruhestand
Ihre Abschiedstournee gab Tilley 1919/20, wobei ihre Gagen jeweils an Kinderhilfswerke vor Ort gingen – und sie eine Zuwendung von 500 Pfund garantierte und, sollten die Einnahmen geringer ausfallen, die Differenz aus eigener Tasche bezahlte. Ihren letzten Auftritt hatte sie im Alter von 56 Jahren im London Coliseum. Den Schauspielberuf gab sie auf, da ihr Mann für das britische Parlament kandidieren wollte und es einer solchen Karriere nicht zuträglich war, wenn die Ehefrau auf der Bühne stand.
Den Rest ihres Lebens verbrachte sie als Lady de Frece und zog nach dem Ausscheiden ihres Gatten aus der Politik nach Monte Carlo.

## Privatleben

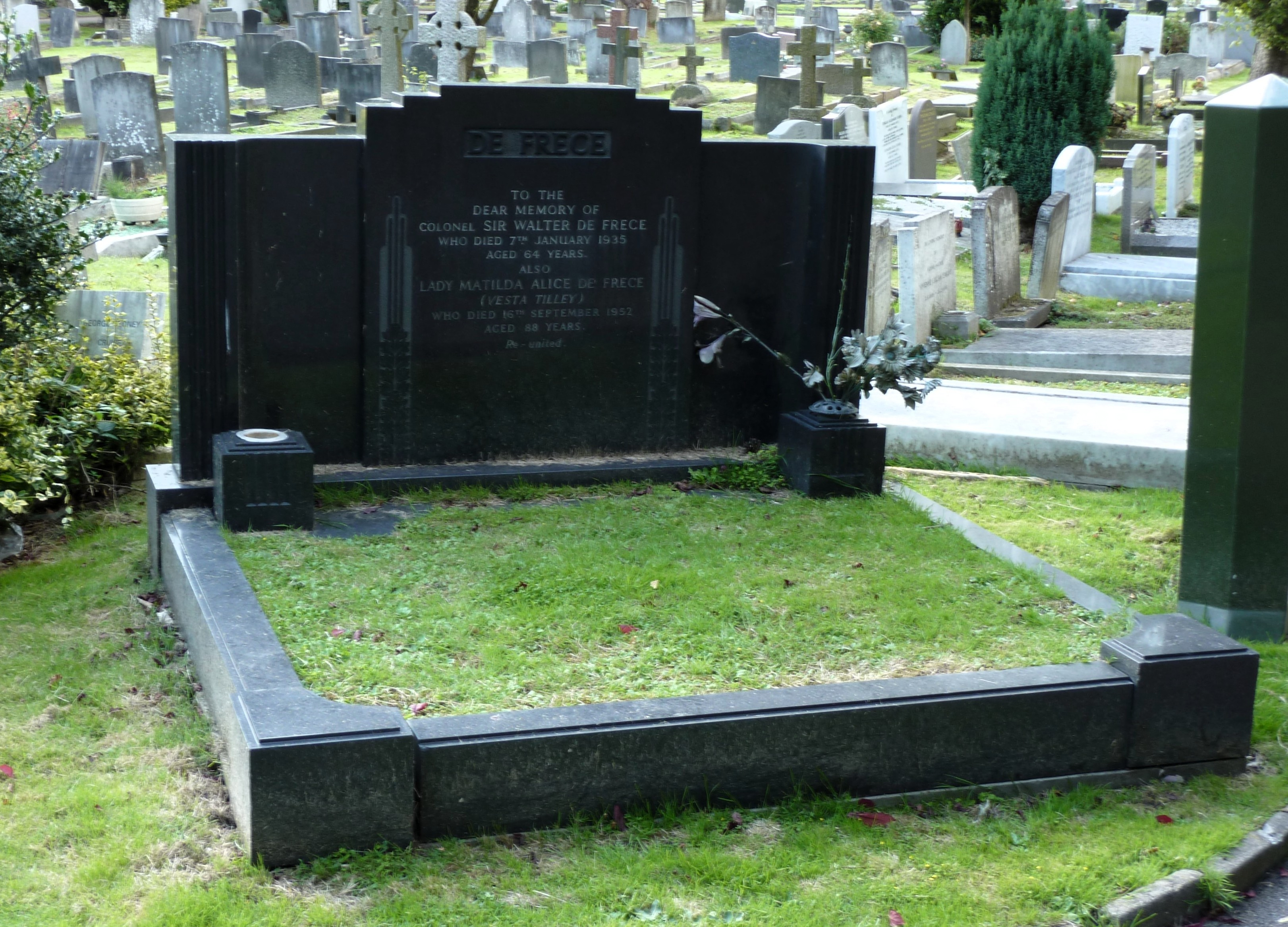
Das Grab von Vesta Tilley und Ehemann auf dem Putney Vale Cemetery

Am 16. August 1890 heiratete Tilley Walter de Frece, einen Impresario, auf dem Standesamt in Brixton. De Frece wurde 1919 anlässlich des königlichen Geburtstags für seine Verdienste im Ersten Weltkrieg als Knight Bachelor geadelt. Tilley als seine Gattin führte fortan den Höflichkeitstitel „Lady de Frece“. In den 1920er Jahren wurde ihr Mann Abgeordneter der Conservative Party, zunächst für den Wahlkreis Ashton-under-Lyne, dann für Blackpool.
Ihre Autobiografie Recollections of Vesta Tilley wurde 1934 veröffentlicht. Vesta Tilley starb 1952 im Alter von 88 Jahren in London. Sie wurde neben ihrem Ehemann auf dem Putney Vale Cemetery beerdigt. Das Grab ist mit einem schwarzen Grabstein aus Granit versehen.